# The Ramblin' Man
The Ramblin' Man è il ventottesimo album di Waylon Jennings, pubblicato dalla RCA Victor nell'ottobre del 1974 e prodotto da Ray Pennington (brani A1 e A5) e Waylon Jennings.
Fu registrato nel luglio del 1974 al "Glaser Sound Studio" di Nashville in Tennessee.

## Tracce
Lato A
1. (I'm A) Ramblin' Man – 2:45 (Ray Pennington)
2. Rainy Day Woman – 2:29 (Waylon Jennings)
3. Cloudy Days – 2:39 (Billy Ray Reynolds)
4. Midnight Rider – 3:20 (Gregg Allman)
5. Standing in That Oklahoma Sunshine – 3:30 (Bud Reneau, Hal Bynum)

Lato B
1. The Hunger – 3:28 (Lee Fry)
2. I Can't Keep My Hands Off of You – 3:33 (Bobby Borchers, Mack Vickery)
3. Memories of You and I – 4:11 (Lee Clayton)
4. It'll Be Her – 3:01 (Billy Ray Reynolds)
5. Amanda – 2:55 (Bob McDill)

## Musicisti
- Waylon Jennings - voce, chitarra
- Fred Newell - chitarra
- Reggie Young - chitarra
- Randy Scruggs - chitarra
- Dave Kirby - chitarra
- Larry Whitmore - chitarra
- Ralph Mooney - steel guitar, dobro
- Bunky Keels - pianoforte
- Andrew McMahon - organo
- Roger Cabtree - armonica
- Kyle Lehning - tromba, tastiere
- Shaun Jackson - violino
- Joe Allen - basso
- Leon Rhodes - basso
- Duke Goff - basso
- Sherman Hayes - basso
- Larrie Londin - batteria
- Ritchie Albright - batteria
- D.J. Fontana - batteria